# Hotel Tívoli
Hotel Tívoli és una pel·lícula espanyola, segon llargmetratge dirigit per Antón Reixa, rodada en 2005, presentada al Festival de Màlaga i estrenada el 4 de maig de 2007.
El seu extens repartiment està format principalment per actors gallecs i va ser rodada en 6 idiomes: espanyol (60%), gallec, danès, anglès, alemany, basc i català. A la banda sonora hi ha cançons de Jorge Drexler, Mikel Erentxun i Julieta Venegas.

## Argument
Seguint l'itinerari d'un encenedor que va sent perdut pels seus successius amos en diferents llocs del món, es construeix una "història d'històries". El denominador comú de totes elles són les relacions de parella i l'aparició de sorprenents personatges portadors de relats insòlits.

## Repartiment
- Luis Tosar (Suso)
- José Ángel Egido (Ernesto)
- Nancho Novo (Silvio)
- Judith Diakhate (Nuba)
- Mabel Rivera (Josefa)
- Cristina Piaget (Lady Enigma)
- Jörg Schüttauf (Klaus)
- Valeria Bertuccelli (Eva)
- Marta Larralde (Rita)
- Mikel Erentxun (Músico ambulante)
- Uxía Blanco (Mabel)
- Ginés García Millán (Daniel)
- Vítor Norte (Carlos)
- Carolina Vázquez (Dina)
- Miguel de Lira (Alfonso)
- Carlos Blanco (Carlos II)
- Luis Zahera (Afranio)
- Blanca Martínez (Margarita)
- Olatz Beobide (Edurne)
- Manuel Manzaneque (Anselmo)
- Ledicia Sola (Isabel)
- Kaya Brüel (Ingrid)
- Pere Molina (Andreu)
- Ágatha Fresco (Montserrat)
- Sonia Castelo (Raquel)
- Adolfo Fernández (Aguirre)
- Usun Yoon (Matsubara)
- Patrick Aduma (Malcolm)
- Christopher de Andrés
- Finola Vázquez (Amparo)
- Antela Cid (Esther)
- Filipe Cochofel (Da Silva)
- Florencia Cornell (Mariana)
- Espe López (Vagabunda)
- Enrique Piñeyro (Taxista)
- Martim Gómez (Kevin)
- Nicolaj Kopernikus (Rasmus)
- Hélia Tatiana (Lara)
- Christopher Torres	 (Ismael)
- Juan Véliz	(Diego)

## Nominacions i premis
En la 6a edició dels Premis Mestre Mateo va rebre el premi a la millor actriu secundària (Mabel Rivera).